# نادي الزمالك موسم 1992–93
نادي الزمالك موسم 1992–93: هو الموسم الثاني والثمانون لنادي الزمالك وكان رئيس مجلس الإدارة (جلال إبراهيم) وكان المدير الفني للفريق (محمود الجوهري).

## البطولات

### نظرة عامة
| المنافسة                    | أول مباراة    | آخر مباراة     | الدور الافتتاحي | المركز النهائي | السجل | السجل | السجل | السجل | السجل | السجل | السجل | السجل   |
| المنافسة                    | أول مباراة    | آخر مباراة     | الدور الافتتاحي | المركز النهائي | لعب   | ف     | ت     | خ     | له    | عليه  | ف.أ.  | الفوز % |
| --------------------------- | ------------- | -------------- | --------------- | -------------- | ----- | ----- | ----- | ----- | ----- | ----- | ----- | ------- |
| الدوري المصري الممتاز       | 1 سبتمبر 1992 | 10 يونيو 1993  | الأسبوع الأول   | الفائز         | 26    | 20    | 5     | 1     | 51    | 11    | +40   | 076٫92  |
| كأس مصر                     | 25 يناير 1993 | 25 يناير 1993  | دور الـ16       | دور الـ16      | 1     | 0     | 1     | 0     | 1     | 1     | +0    | 000٫00  |
| كأس أفريقيا للأندية الأبطال | 1993          | 17 ديسمبر 1993 | دور الـ32       | الفائز         | 10    | 5     | 3     | 2     | 15    | 5     | +10   | 050٫00  |
| المجموع                     | المجموع       | المجموع        | المجموع         | المجموع        | 37    | 25    | 9     | 3     | 67    | 17    | +50   | 067٫57  |

آخر تحديث: 15 فبراير 2020
المصدر: المنافسات

### الدوري المصري الممتاز
| الترتيب | النادي     | ل  | ف  | ت  | خ | له | عليه | ±  | ن  | التأهل أو الهبوط                            |
| ------- | ---------- | -- | -- | -- | - | -- | ---- | -- | -- | ------------------------------------------- |
| 1       | الزمالك    | 26 | 20 | 5  | 1 | 51 | 11   | 40 | 45 | تأهل لكأس أفريقيا للأندية البطلة 1994       |
| 2       | الأهلي     | 26 | 16 | 7  | 3 | 38 | 12   | 26 | 39 | تأهل لكأس أفريقيا للأندية أبطال الكؤوس 1994 |
| 3       | غزل المحلة | 26 | 10 | 11 | 5 | 35 | 23   | 12 | 31 |                                             |

### كأس مصر
| 25 يناير 1993 الدور الأول | الزمالك             | 1 - 1 (ب.و.إ.) (4–5 ج) | المصري         |  |
|                           | جمال عبد الحميد 80' | (التقرير)              | أحمد جاكسون 5' |  |

### كأس أفريقيا للأندية البطلة

#### الدور الأول
| الذهاب | ماليندي | 0 – 1 | الزمالك |  |

| الإياب | الزمالك | 4 – 0 (5 – 0 إجم.) | ماليندي |  |

#### الدور الثاني
| الذهاب | كايزر تشيفز | 2 – 1 | الزمالك |  |

| الإياب | الزمالك | 1 – 0 (2 – 2 إجم.) | كايزر تشيفز |  |

#### ربع النهائي
| الإياب | الزمالك | 4 – 0 | مولودية وهران |  |

| الذهاب | مولودية وهران | 1 – 1 (1 – 5 إجم.) | الزمالك |  |

#### قبل النهائي
| الإياب | الزمالك | 3 – 1 | ستشينرى ستورز |  |

| الذهاب | ستشينرى ستورز | 1 – 0 (3 – 2 إجم.) | الزمالك |  |

#### النهائي
| الذهاب | أشانتي كوتوكو | 0 – 0 | الزمالك |  |

| الإياب | الزمالك | 0 – 0 (0 – 0 إجم.) (7–6 ج) | أشانتي كوتوكو |  |